# Salterio di Dagulfo
Il Salterio di Dagulfo è un codice miniato di ambito carolingio risalente al finire dell'VIII secolo.

## Storia
La sua produzione è riconducibile alla scuola di corte di Carlo Magno. La sua importanza è dovuta alla decorazione in avorio che ne riveste la legatura, la quale non trova riscontri nella produzione suntuaria dell'epoca.